# Amolops
Amolops är ett släkte av groddjur som ingår i familjen egentliga grodor.
Arterna förekommer från norra Indien, Nepal och sydvästra Kina till Sydostasien.

## Dottertaxa tillAmolops, i alfabetisk ordning[2]
- Amolops aniqiaoensis
- Amolops archotaphus
- Amolops assamensis
- Amolops bellulus
- Amolops caelumnoctis
- Amolops chakrataensis
- Amolops chunganensis
- Amolops compotrix
- Amolops cremnobatus
- Amolops cucae
- Amolops daiyunensis
- Amolops formosus
- Amolops gerbillus
- Amolops granulosus
- Amolops hainanensis
- Amolops himalayanus
- Amolops hongkongensis
- Amolops iriodes
- Amolops jaunsari
- Amolops jinjiangensis
- Amolops kangtingensis
- Amolops kaulbacki
- Amolops larutensis
- Amolops liangshanensis
- Amolops lifanensis
- Amolops loloensis
- Amolops longimanus
- Amolops mantzorum
- Amolops marmoratus
- Amolops medogensis
- Amolops mengyangensis
- Amolops minutus
- Amolops monticola
- Amolops panhai
- Amolops ricketti
- Amolops spinapectoralis
- Amolops splendissimus
- Amolops torrentis
- Amolops tuberodepressus
- Amolops viridimaculatus
- Amolops vitreus
- Amolops wuyiensis

Året 2020 blev även Amolops nepalicus godkänd som art.